# ホルガ・ルーネ
ホルガ・ヴィートゥス・ヌースコウ・ルーネ（Holger Vitus Nødskov Rune, デンマーク語発音: [ˈhɔl'gɔ ˈviːtus ˈnøˌsgɔw' ˈʁuːnə]; 2003年4月29日 - ）は、デンマーク・ゲントフテ出身の男子プロテニス選手。ATPランキング自己最高位はシングルス4位、ダブルス174位。これまでにATPツアーでシングルス5勝を挙げている。身長188cm、体重77kg。右利き、バックハンド・ストロークは両手打ち。

## 選手経歴

### ジュニア時代
6歳からテニスを始めた。2016年からムラトグルー・テニス・アカデミーで養成している。2017年にヨーロッパジュニア選手権（U-14）で優勝。

### 2019年 ジュニア世界1位
2019年ジュニア全仏オープン（2019 French Open – Boys' Singles）決勝でトビー・アレックス・コダットを下し優勝。同年のITFジュニアファイナル決勝でもアロルド・マヨを下し優勝し、ITFジュニアランキングで1位となった。これらの活躍により、ルーネはデンマークの全スポーツで年間最優秀選手（Årets Fund）に選出された。ジュニア時代は2017年から2019年にかけてシングルスで7大会（クレー6・ハード1）・ダブルスで4大会（クレー3・ハード1）に優勝。2019年6月にブロワでチャレンジャーデビュー。同年7月にポンテデーラでフューチャーズデビュー。以降2020年3月までにチャレンジャーとフューチャーズに出場していたが、ここまでのシングルスでの最高成績はチャレンジャーが2回戦・フューチャーズが準々決勝までであった。

### 2020年 フューチャーズ初優勝
2020年9月のクロスタースのシングルス決勝で、イェスパー・デ・ヨングを下しフューチャーズ初優勝。翌週のメリーリャではシングルス決勝でチモフェイ・スカトフに敗れ準優勝となったが、同大会ヴァランタン・ロワイエとペアを組みダブルスでフューチャーズ初優勝を挙げた。その後2021年2月までフューチャーズのシングルス3大会で優勝・2大会で準優勝、ダブルス1大会で準優勝。

### 2021年 チャレンジャー初優勝
2021年3月のブエノスアイレスでワイルドカードとしてツアーデビューし、1回戦でラモス＝ビニョラスと対戦。6-2, 4-6, 3-6で敗れた。3月のサンティアゴの1回戦でセバスティアン・バエスを2-0で下しツアー初勝利を挙げると、2回戦で第2シードのブノワ・ペールも2-0で下し、トップ30相手に初勝利。3回戦でデルボニスに0-2で敗れた。
5月のオエイラス4でチャレンジャーで初めて決勝進出したが、ガシュタン・エリアシュに1-2で敗れた。翌週のビエッラ7・チャレンジャーの2回戦でオエイラス決勝で敗れたエリアシュを2-0で下すと、そのまま二週連続で決勝進出。トルンゲッリーティをフルセットタイブレークの末勝利し、チャレンジャー初優勝を挙げた。この大会準決勝のエチェベリー戦で、"Din kussespiller, mand!", "Du kan kraftedeme ikke noget selv! Du går bare og spiller bøsserøv!", "Allez, bøsse!"など暴言を吐いたことで大きな批判を浴び、その後Instagram上で謝罪した。また、ATPはこの件でルーネに罰金1500ユーロを科した。
8月第2週のサンマリノ決勝でオルランド・ルスを2-1で逆転勝利しチャレンジャー2勝目を挙げると、翌週のヴェローナ決勝でセルダルシッチを2-0で下し2週連続となるチャレンジャー3勝目を挙げた。翌週の全米オープンで初めてグランドスラムの予選に参加。予選1回戦のラツコ、2回戦のクルーガー、3回戦のモーラインを下し、初のグランドスラム本戦入りを果たす。本戦1回戦で第1シードのノバク・ジョコビッチと対戦し、1-3で敗れた。
9月にフランスで行われたモゼール・オープンでは予選から出場し、トーマス・ファビアーノを3-6,6-3,6-4、フィリップ・コールシュライバーを5-7,6-3,7-5とそれぞれフルセットで破り、予選通過者(Q)としてモゼール・オープン初出場を果たす。初戦はベルナべ・サパタ・ミラレスを6-0,6-0、2回戦目ではロレンツォ・ソネゴを6(6)-7,6-4,6-4で破った。準々決勝では第2シードのパブロ・カレーニョ・ブスタに4-6,6-3,4-6と敗れてしまうも、シーズン中のATPツアー250において２回目のベスト8入りを果たす。
11月のイタリアで行われたネクストジェネレーション・ATPファイナルで初出場を果たし、グループAに割り当てられる。初戦は同い年のカルロス・アルカラスに3(6)-4,2-4,0-4と敗れた。2試合目ではフアン・マヌエル・セルンドロに4-1,4-2,1-4,4-1と勝利したが、3試合目にブランドン・ナカシマ戦で4-3(3),1-4,1-4,3(1)-4と惜敗を喫してしまい、決勝トーナメントに進出することはできなかった。年間最終ランキングは123位。

### 2022年 マスターズ初優勝 全仏ベスト8 ツアー初優勝 トップ10入り

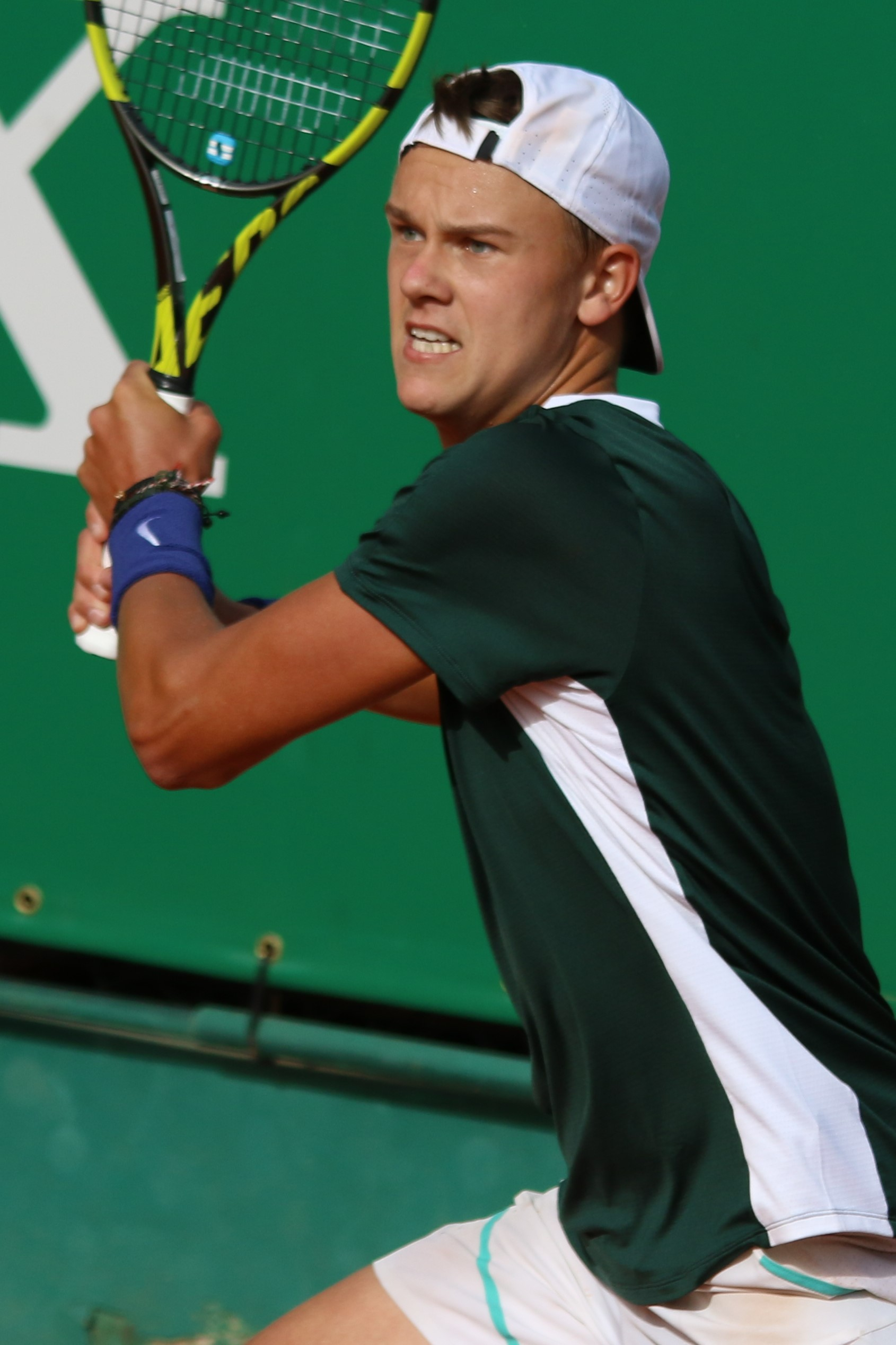
2022年モンテカルロ・マスターズでのホルガ・ルーネ

4月に行われたBMWオープンでツアー初優勝を挙げる。2回戦目では第1シードのアレクサンダー・ズベレフを6-3,6-2を破り、決勝では第8シードのボーティック・ファン・デ・ザンスフルプの棄権により、男子シングルスではデンマーク人、そして自身もツアー初優勝を挙げた。ランキングは70位から45位に上昇。

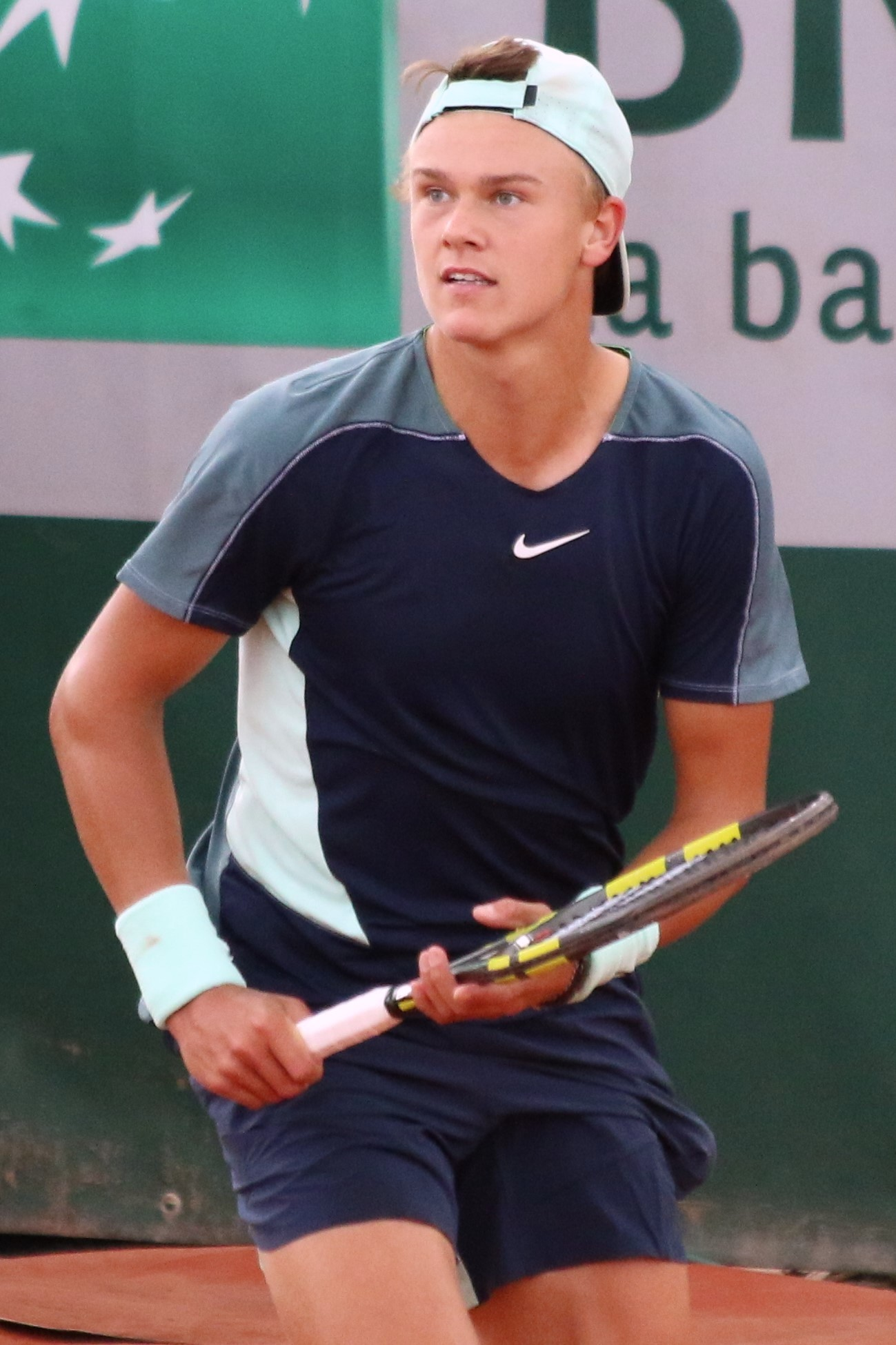
2022年全仏オープンでのホルガ・ルーネ

5月の全仏オープンでは初戦に第14シードのデニス・シャポバロフを6-3, 6-1, 7-6(4)のストレートで破り、2回戦目ではヘンリー・ラークソネン、3回戦目のユーゴ・ガストンをそれぞれストレートで破り、4回戦目では第4シードのステファノス・チチパスを7-5, 3-6, 6-3, 6-4で破った。準々決勝では第8シードのキャスパー・ルードに1-6, 6-4, 6-7(2), 3-6と敗れてしまうも、グランドスラムでは自身初のベスト8入りを果たす。世界ランキングは40位から28位に上昇。
10月のストックホルム・オープンでは、第7シードで出場し、ツアー2勝目を挙げる。第1回戦目ではチアゴ・モンテイロを7-5, 6-2、2回戦目のクリスチャン・ガリンを7-6(2), 6-1と、それぞれストレートで破った。第3戦目では第2シードのキャメロン・ノリーを6-7(4), 6-3, 6-3で制し、準決勝では第5シードのアレックス・デミノーを4-6, 7-6(1), 7-5の接戦の末に勝利し、決勝進出を果たす。第1シードのステファノス・チチパスとの決勝は、6-4, 6-4のストレートで勝利し、ツアー2勝目を挙げる。続くスイス・インドアでも順当に勝ち上がり、3週連続で決勝へ進むも、フェリックス・オジェ＝アリアシムに3-6, 5-7のストレートで敗れた。
11月のパリ・マスターズであるATPツアー・マスターズ1000には7回目の挑戦となる。初戦は元世界ランク3位のスタン・ワウリンカを4-6, 7-5, 7-6(3)のフルセットを制し、2回戦はフベルト・フルカチュを7-5, 6-1で破り、ATPツアー・マスターズ1000において初のベスト16入りを果たす。続く3回戦目でアンドレイ・ルブレフを6-4, 7-5のストレートで破り、準々決勝に進出する。準々決勝では２回目の対戦となるカルロス・アルカラスであったが、2セット目のタイブレークでアルカラスの棄権によりベスト4入りを果たす。準決勝でフェリックス・オジェ＝アリアシムを6-4, 6-2で破り、決勝進出をした。1000ポイントを懸けた決勝では元世界ランキング1位のノバク・ジョコビッチとの対戦になったが、3-6, 6-3, 7-5のフルセットを制し、ATPツアー・マスターズ1000初優勝を挙げる。パリ・マスターズでの19歳の優勝は1986年の優勝者、ボリス・ベッカーに次ぐ2人目となる。年間最終ランキングは10位。

### 2023年 マスターズ準優勝 世界4位

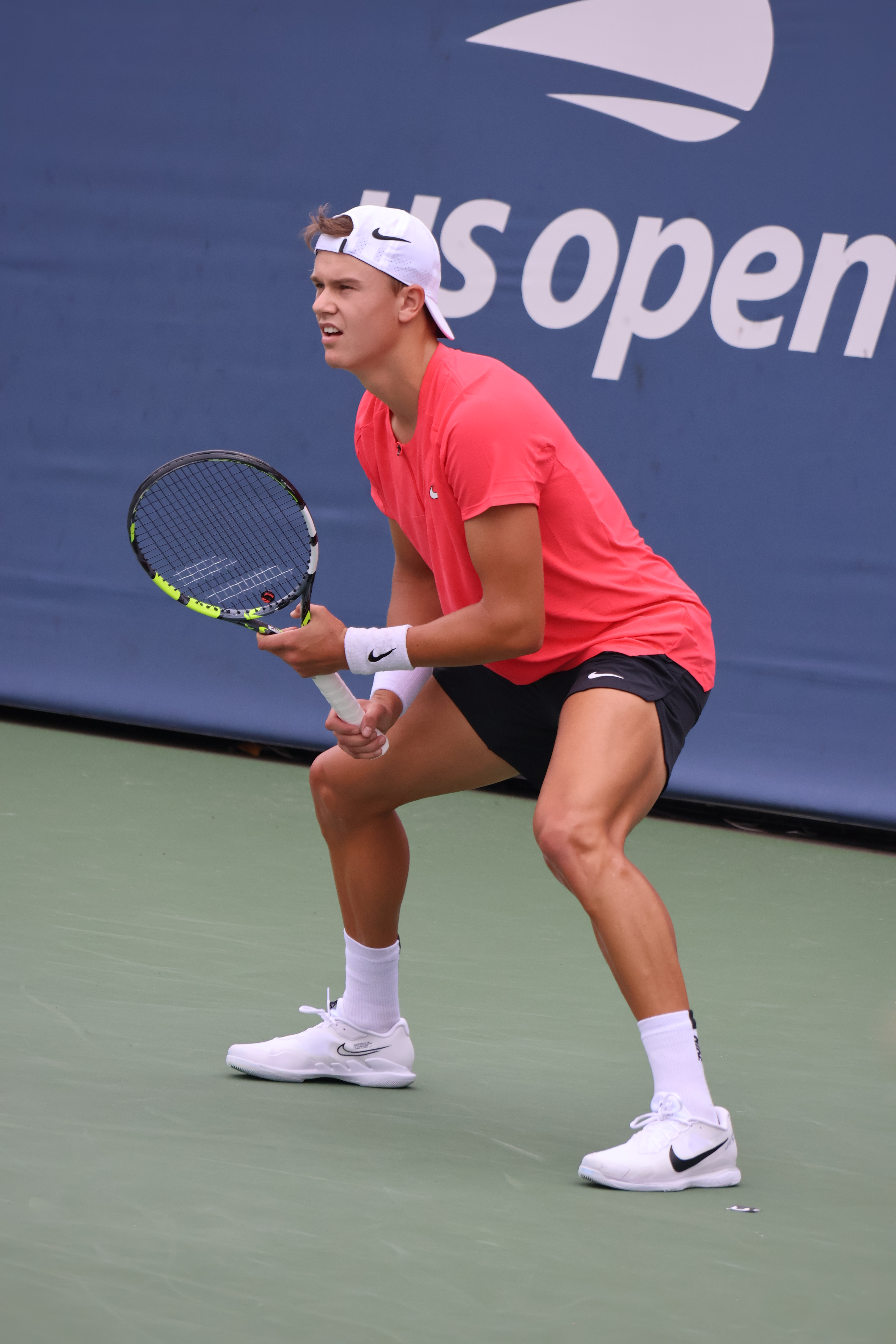
2023年全米オープンでのホルガ・ルーネ(1)

1月、全豪オープンでは1回戦でフィリップ・クライノビッチを6-2, 6-3, 6-4、2回戦でマキシム・クレッシーを7-5, 6-4, 6-4、3回戦でウゴ・アンベールを6-4, 6-2, 7-6(5)のストレートで下して、同大会初の4回戦進出。4回戦では第5シードのアンドレイ・ルブレフに3-6, 6-3, 3-6, 6-4, 6-7(9)のフルセットの末敗退。
2月、南フランス・オープンではベスト4入り。準決勝でクレッシーに5-7, 7-6(3), 6-7(4)のフルセットの末に敗れた。
3月、アカプルコでもベスト4入り。準決勝でアレックス・デミノーに6-3, 5-7, 2-6で敗れた。同月中旬、BNPパリバ・オープンでは3回戦でスタン・ワウリンカに2-6, 7-6(5), 5-7のフルセットで敗れた。同月下旬、マイアミ・オープンでは4回戦でテイラー・フリッツに3-6, 4-6のストレートで敗れた。
4月、クレーシーズンに突入し、第6シードとしてモンテカルロ・マスターズに出場。初戦ではドミニク・ティームを6-2, 6-4で下すと、準々決勝で第3シードのダニール・メドベージェフを6-3, 6-4のストレートで、準決勝で第7シードのヤニック・シナーを1-6, 7-5, 7-5の逆転で下し、ATPマスターズ1000では2度目の決勝進出。決勝は第5シードのルブレフに7-5, 2-6, 5-7のフルセットの末敗れ、準優勝。大会後に世界ランキングを自己最高となる7位に更新した。さらに同月下旬のBMWオープンでは決勝でボーティック・ファン・デ・ザンスフルプを6-4, 1-6, 6-7(3)で下して、ツアー4勝目を挙げた。
5月、マドリード・オープンでは3回戦でアレハンドロ・ダビドビッチ・フォキナに敗れたが、BNLイタリア国際では準々決勝で第1シードのノバク・ジョコビッチを6-2, 4-6, 6-2で破り、準決勝ではキャスパー・ルードを6-7(2), 6-4, 6-2で下して、今季マスターズ2度の決勝進出。決勝ではメドベージェフに5-7, 5-7のストレートで敗れ、マスターズ2度目の準優勝を飾った。
6月、全仏オープンでは2年連続ベスト8入り。準々決勝では昨年と同様、ルーネと対決するも、1-6, 2-6, 6-3, 3-6で敗れ、昨年のリベンジとはならなかった。芝シーズンとなり、クイーンズ・クラブ選手権ではベスト4入りするも、準決勝ではデミノーに敗れた。
7月、ウィンブルドン選手権では4回戦でグリゴール・ディミトロフを3-6, 7-6(6), 7-6(4), 6-3の逆転で破り、初のベスト8入り。準々決勝では第1シードのカルロス・アルカラスに6-7(3), 4-6, 4-6のストレートで敗れた。

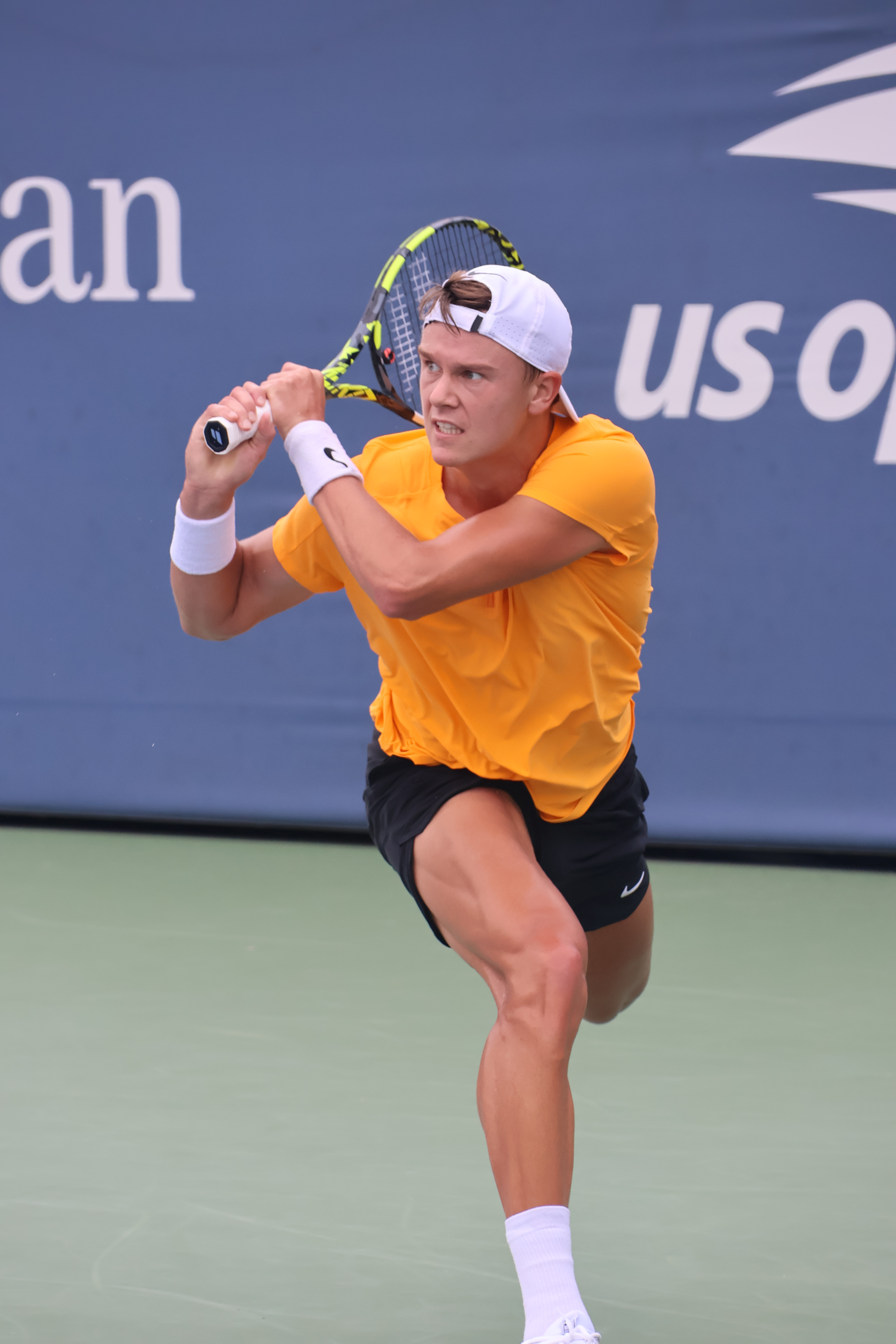
2023年全米オープンでのホルガ・ルーネ(2)

8月、ナショナル・バンク・オープンではマルコス・ギロンに6-2, 4-6, 6-3、ウエスタン・アンド・サザン・オープンではマッケンジー・マクドナルドに4-6, 0-2(不戦勝)により、それぞれ初戦敗退となったが、8月21日付けのランキングで世界4位となり、デンマーク人として初のトップ5入りを記録した。全米オープンではロベルト・カルバレス・バエナに3-6, 6-4, 3-6, 2-6で初戦敗退となった。
10月、チャイナ・オープンではフェリックス・オジェ＝アリアシムを6-4, 6-4で破るも、ディミトロフに3-6, 5-7のストレートで2回戦敗退。上海マスターズではブランドン・ナカシマに0-6, 2-6のストレートで惨敗となった。ストックホルム・オープンでもミオミル・キツマノビッチに6-7(3), 2-6のストレートで初戦敗退と早期大会が続いたが、スイス・インドアではベスト4入り。
11月、パリ・マスターズではベスト8進出をするも、昨年決勝で下したジョコビッチに5-7, 7-6(3), 4-6で敗れた。今季の活躍により、レースランキング8位で迎え初出場となった2023年ATPファイナルズではグリーン・グループに配置され、チチパス戦は不戦勝により、1勝となるが、ジョコビッチ（6-7(4), 7-6(1), 3-6）とシナー（2-6, 7-5, 4-6）に敗れ、結果グループステージ2勝1敗により、ラウンドロビン敗退となった。年間最終ランキングは8位。

### 2024年 ツアー通算100勝
1月、ブリスベン国際を第1シードから始動し、順当に決勝進出。決勝ではグリゴール・ディミトロフに6-7(5), 4-6のストレートで敗れ、準優勝を飾った。全豪オープンでは2回戦でアルチュール・カゾーに6-7(4), 4-6, 6-4, 3-6で敗退。
2月、南フランス・オープンでは1回戦を勝利したことでツアー通算100勝を記録した。そのままベスト4進出するも、準決勝でボルナ・コリッチに3-6, 1-4の時点で途中棄権した。
3月、アカプルコではベスト4進出。準決勝ではキャスパー・ルードに6-3, 3-6, 4-6の逆転で敗れた。BNPパリバ・オープンではロレンツォ・ムゼッティやテイラー・フリッツを下して初のベスト8入り。準々決勝ではダニール・メドベージェフに5-7, 4-6のストレートで敗れた。続くマイアミ・オープンではファービアーン・マロジャーンに1-6, 1-6のストレートで惨敗となった。
4月、モンテカルロ・マスターズでは3回戦でディミトロフを7-6(9), 3-6, 7-6(2)の熱戦で下して、ベスト8進出するも、準々決勝ではヤニック・シナーに4-6, 7-6(2), 3-6で敗れた。BMWオープンではベスト4進出するも、準決勝ではヤン＝レナード・ストルフに2-6, 0-6のストレートで敗退。マドリード・オープンではタロン・フリークスポールに4-6, 6-4, 3-6で敗れた。
5月、BNLイタリア国際では3回戦でセバスティアン・バエスに6-2, 2-6, 3-6の逆転で敗れた。
6月、全仏オープンでは第13シードとして出場。1回戦でダニエル・エバンスを6-4, 6-4, 6-4のストレートで初戦突破。2回戦ではフラヴィオ・コボッリを6-4, 6-3, 3-6, 3-6, 7-6(7)のフルセットで下して、3回戦ではヨセフ・コバリクを7-5, 6-1, 7-6(2)のストレートで勝利。4回戦では第4シードのアレクサンダー・ズベレフを6-4, 1-6, 7-5, 6-7(2), 2-6のフルセットよ末に敗れた。芝シーズンとなり、クイーンズ・クラブ選手権ではジョーダン・トンプソンに6-4, 6-7(4), 3-6の逆転で初戦敗退。
7月、ウィンブルドン選手権では第15シードとして出場。1回戦でクォン・スンウを6-1, 6-4, 6-4のストレートで破り、初戦突破。2回戦ではチアゴ・ザイボチ・ヴィウチを3-6, 6-3, 6-2, 6-2の逆転で破り、3回戦ではクエンティン・ハリーズを1-6, 6-7(4), 6-4, 7-6(4), 6-1の2セットダウンからの大逆転で勝利。4回戦では第2シードのノバク・ジョコビッチに3-6, 4-6, 2-6のストレートで敗れた。ドイツ国際オープンではベスト8進出するも、準々決勝ではアルトゥール・フィス戦では途中棄権となった。
8月、ナショナル・バンク・オープンでは1回戦でロベルト・バウティスタ・アグートを6-2, 3-6, 6-2、2回戦ではパブロ・カレーニョ・ブスタを6-1, 6-3で下して初の3回戦進出。3回戦ではズベレフに3-6, 6-7(5)のストレートで敗退。ウエスタン・アンド・サザン・オープンでは3回戦でガエル・モンフィスを3-6, 6-3, 6-4で破り、ベスト8進出。準々決勝ではジャック・ドレイパーを6-4, 6-2で下して、初のベスト4進出。準決勝ではフランシス・ティアフォーに6-4, 1-6, 6-7(4)の逆転で敗れた。迎えた全米オープンでは第15シードとして出場するも、1回戦でブランドン・ナカシマに2-6, 1-6, 4-6のストレートで初戦敗退。
9月、杭州オープンでは第1シードとして出場するも、内山靖崇に5-7, 4-6のストレートで初戦敗退を晒した。木下ジャパン・オープン・テニスでは2回戦で西岡良仁を6-2, 6-4、準々決勝では錦織圭を3-6, 6-2, 7-5の逆転で地元日本勢らを下すも、準決勝ではフィスに6-7(8), 6-7(10)の熱戦の末に敗れた。
10月、上海マスターズでは2回戦でマッテオ・ベレッティーニを4-6, 6-4, 6-3、3回戦ではイジー・レヘチカを6-4, 7-5で破り、初の4回戦進出。4回戦ではテイラー・フリッツに1-6, 2-6のストレートで敗れた。スイス・インドアでは準々決勝でダビド・ゴファンを6-2, 6-4のストレートで下すも、準決勝でジョヴァニ・ンペシ・ペリカールに6-7(6), 4-6のストレートで敗退。
11月、パリ・マスターズでは準々決勝でアレックス・デミノーを6-4, 4-6, 7-5で下してベスト4進出。準決勝ではズベレフに3-6, 6-7(4)のストレートで敗れた。年間最終ランキングは13位。

### 2025年 マスターズ準優勝
1月、全豪オープンでは第13シードとして出場。1回戦では張之臻を4-6, 6-3, 6-4, 3-6, 6-4、2回戦ではマッテオ・ベレッティーニを7-6(3), 2-6, 6-3, 7-6(6)、3回戦ではミオミル・キツマノビッチを6-7(5), 6-3, 4-6, 6-4, 6-4でここまですべてフルセットで下し、自身2度目の4回戦進出となるも、4回戦で第1シードのヤニック・シナーに3-6, 6-3, 3-6, 2-6で敗れた。
2月、ABNアムロ・オープンとメキシコ・オープンでは初戦突破するも、2回戦敗退と早期敗退が続いた。
3月、BNPパリバ・オープンでは2回戦でコランタン・ムーテを6-2, 6-4、3回戦でウゴ・アンベールを5-7, 6-4, 7-5、4回戦ではステファノス・チチパスを6-4, 6-4でそれぞれ破り、ベスト8進出。準々決勝ではタロン・フリークスポールを5-7, 6-0, 6-3の逆転で破り、準決勝ではダニール・メドベージェフを7-5, 6-4のストレートで破り、ATPマスターズ1000で4度目の決勝進出を果たした。
決勝ではジャック・ドレイパーに2-6, 2-6のストレートで敗れ、準優勝となった。

## プレースタイル
攻撃的ベースライナーのオールラウンダー。サービスではサーブプラスワンでショートポイントを積極的に狙う。また、ピンチの場面ではダブルファーストなどハイリスクハイリターンな戦法も辞さない。ストローク戦ではラリーのテンポをスライスなどで調整しつつ、積極的に前に出る意識を持ち、強打やボレーでウィナーを狙いに行く。ライジングショットを得意にしており、ストローク戦ではあまり下がらず、またリターンも強気に前に出てリターンエースを狙いに行くことも多い。強力なフォアハンドで相手のラリーポジションを押し下げたところにドロップショットで前後に揺さぶることも得意な展開としている。またバックハンドも力強くかつ安定したものを持っており、バックハンド主導でラリーを展開することも得意としている。
2021年シーズンまでは試合中にムーテのような癇癪をよく起こしていたが、2022年シーズンからはあまり見られなくなった。

## ATPツアー決勝進出結果

### シングルス: 11回（5勝6敗）
| 大会グレード                    |
| グランドスラム (0–0)            |
| ATPファイナルズ (0–0)           |
| ATPツアー・マスターズ1000 (1–3) |
| ATPツアー500 (1–1)              |
| ATPツアー250 (3–2)              |

| サーフェス別タイトル |
| ハード (2–4)         |
| クレー (3–2)         |
| 芝 (0–0)             |

| 結果   | No. | 決勝日         | 大会                 | サーフェス    | 対戦相手                               | スコア             |
| ------ | --- | -------------- | -------------------- | ------------- | -------------------------------------- | ------------------ |
| 優勝   | 1.  | 2022年5月11日  | ミュンヘン           | クレー        | ボーティック・ファン・デ・ザンスフルプ | 3-4 途中棄権       |
| 準優勝 | 1.  | 2022年10月2日  | ソフィア             | ハード (室内) | マルク＝アンドレア・ヒュースラー       | 4-6, 6-7(8-10)     |
| 優勝   | 2.  | 2022年10月23日 | ストックホルム       | ハード (室内) | ステファノス・チチパス                 | 6-4, 6-4           |
| 準優勝 | 2.  | 2022年10月30日 | バーゼル             | ハード (室内) | フェリックス・オジェ＝アリアシム       | 3-6, 5-7           |
| 優勝   | 3.  | 2022年11月6日  | パリ                 | ハード (室内) | ノバク・ジョコビッチ                   | 3-6, 6-3, 7-5      |
| 準優勝 | 3.  | 2023年4月16日  | モンテカルロ         | クレー        | アンドレイ・ルブレフ                   | 7-5, 2-6, 5-7      |
| 優勝   | 4.  | 2023年4月23日  | ミュンヘン           | クレー        | ボーティック・ファン・デ・ザンスフルプ | 6-4, 1-6, 7-6(7-3) |
| 準優勝 | 4.  | 2023年5月21日  | ローマ               | クレー        | ダニール・メドベージェフ               | 5-7, 5-7           |
| 準優勝 | 5.  | 2024年1月7日   | ブリスベン           | ハード        | グリゴール・ディミトロフ               | 6-7(5-7), 4-6      |
| 準優勝 | 6.  | 2025年3月17日  | インディアンウェルズ | ハード        | ジャック・ドレイパー                   | 2-6, 2-6           |
| 優勝   | 5.  | 2025年4月20日  | バルセロナ           | クレー        | カルロス・アルカラス                   | 7-6(8-6), 6-2      |

## 成績
略語の説明
| W | F | SF | QF | #R | RR | Q# | LQ | A | Z# | PO | G | S | B | NMS | P | NH |

W=優勝, F=準優勝, SF=ベスト4, QF=ベスト8, #R=#回戦敗退, RR=ラウンドロビン敗退, Q#=予選#回戦敗退, LQ=予選敗退, A=大会不参加, Z#=デビスカップ/BJKカップ地域ゾーン, PO=デビスカップ/BJKカッププレーオフ, G=オリンピック金メダル, S=オリンピック銀メダル, B=オリンピック銅メダル, NMS=マスターズシリーズから降格, P=開催延期, NH=開催なし.

### シングルス

#### グランドスラム大会
| 大会           | 2021 | 2022 | 2023 | 2024 | 2025 | 通算成績 |
| -------------- | ---- | ---- | ---- | ---- | ---- | -------- |
| 全豪オープン   | A    | 1R   | 4R   | 2R   | 4R   | 7–4      |
| 全仏オープン   | A    | QF   | QF   | 4R   | 4R   | 13–4     |
| ウィンブルドン | A    | 1R   | QF   | 4R   | 1R   | 7–4      |
| 全米オープン   | 1R   | 3R   | 1R   | 1R   |      | 1–4      |

※2022年全米オープン2回戦と2023年全仏オープン2回戦の不戦勝は通算成績に含まない。

#### 大会最高成績
| 大会                     | 成績 | 年         |
| ------------------------ | ---- | ---------- |
| ATPファイナルズ          | RR   | 2023       |
| インディアンウェルズ     | F    | 2025       |
| マイアミ                 | 4R   | 2023       |
| モンテカルロ             | F    | 2023       |
| マドリード               | 3R   | 2023, 2024 |
| ローマ                   | F    | 2023       |
| カナダ                   | 4R   | 2025       |
| シンシナティ             | SF   | 2024       |
| 上海                     | 4R   | 2024       |
| パリ                     | W    | 2022       |
| オリンピック             | A    | 出場なし   |
| デビスカップ             | WGⅠ  | 2023       |
| Next Gen ATPファイナルズ | RR   | 2021       |

## ATPチャレンジャーツアー・ITFワールドテニスツアー決勝

### シングルス: 11回 (7勝4敗)
| 大会グレード                  |
| ATPチャレンジャーツアー (3–1) |
| ITFワールドテニスツアー (4–3) |

| サーフェス別タイトル |
| ハード (1–2)         |
| クレー (6–2)         |
| 芝 (0–0)             |

| 結果   | No. | 日時       | 大会               | サーフェス    | 対戦相手                   | スコア             |
| ------ | --- | ---------- | ------------------ | ------------- | -------------------------- | ------------------ |
| 優勝   | 1.  | 2020年9月  | F25 クロスタース   | クレー        | Jesper De Jong             | 6-4, 6-2           |
| 準優勝 | 1.  | 2020年9月  | M15 メリーリャ     | クレー        | チモフェイ・スカトフ       | 6-3, 0-6, 1-6      |
| 優勝   | 2.  | 2020年11月 | M15 バイドレーシュ | クレー        | Javier Barranco Cosano     | 7-6(7-0), 6-3      |
| 優勝   | 3.  | 2020年11月 | M15 アンタルヤ     | クレー        | Filip Misolic              | 6-0, 4-0 途中棄権  |
| 準優勝 | 2.  | 2021年1月  | F15 マナコル       | ハード        | エヴァン・フルネス         | 2-6, 7-5, 0-6      |
| 優勝   | 4.  | 2021年1月  | M15 ブレシュイール | ハード (室内) | Matteo Martineau           | 7-5, 4-6, 6-3      |
| 準優勝 | 3.  | 2021年2月  | M25 ビリェーナ     | ハード        | ガシュタン・エリアシュ     | 6-3, 2-6, 1-6      |
| 準優勝 | 1.  | 2021年5月  | オエイラス4        | クレー        | ガシュタン・エリアシュ     | 7-5, 4-6, 4-6      |
| 優勝   | 1.  | 2021年6月  | ビエッラ           | クレー        | マルコ・トルンゲッリーティ | 6-3, 5-7, 7-6(7-5) |
| 優勝   | 2.  | 2021年8月  | サンマリノ         | クレー        | オルランド・ルス           | 1-6, 6-2, 6-3      |
| 優勝   | 3.  | 2021年8月  | ヴェローナ         | クレー        | ニーノ・セルダルシッチ     | 6-4, 6-2           |

### ダブルス: 2回 (1勝1敗)
| 大会グレード                  |
| ATPチャレンジャーツアー (0–0) |
| ITFワールドテニスツアー (1–1) |

| サーフェス別タイトル |
| ハード (0–0)         |
| クレー (1–1)         |
| 芝 (0–0)             |

| 結果   | No. | 日時       | 大会               | サーフェス | パートナー       | 対戦相手                              | スコア   |
| ------ | --- | ---------- | ------------------ | ---------- | ---------------- | ------------------------------------- | -------- |
| 優勝   | 1.  | 2020年9月  | M15 メリーリャ     | クレー     | Valentin Royer   | Jose Fco. Vidal Azorin Max Houkes     | 7-5, 6-3 |
| 準優勝 | 1.  | 2020年11月 | M15 バイドレーシュ | クレー     | Eric Vanshelboim | Pedro Vives Marcos Abedallah Shelbayh | 5-7, 3-6 |

## ジュニアグランドスラム決勝
| 結果 | 年     | 大会         | サーフェス | 対戦相手                     | スコア             |
| ---- | ------ | ------------ | ---------- | ---------------------------- | ------------------ |
| 優勝 | 2019年 | 全仏オープン | クレー     | トビー・アレックス・コダット | 6-3, 6-7(5-7), 6-0 |